# Wir (album Pablopavo, Iwanek i Praczas)
Wir – awangardowo-popowy album studyjny trzech polskich wykonawców: Pablopavo, Anny Iwanek i Praczasa, wydany 6 listopada 2015 przez Karrot Kommando. Pablopavo udziela się wokalnie i napisał słowa piosenek, Ania Iwanek śpiewa je, zaś Praczas odpowiada za muzykę. Na pierwszy utwór promujący album wybrano piosenkę Październikowy facet.

## Lista utworów
1. Wstęp
2. Październikowy facet
3. Zapadło
4. Nie ma snu
5. Ledwo żywy lis
6. Strzępie
7. Pierwsza ulica
8. Pomnik
9. Lalala 1
10. Pan balon
11. Po kotach
12. Tu było tu stało
13. Polakow
14. Nasz wir

## Nagrody i wyróżnienia
- "Najlepsze płyty roku 2015 - Polska" według Wyborczej / mediów Agory: 13. miejsce[4]